# Društvena reprodukcija
Društvena reprodukcija govori o reprodukciji društvenih struktura i sustava, uglavnom na temelju posebnih preduvjeta u demografiji, obrazovanju i nasljeđivanju materijalne imovine ili pravnih naslova (kao ranije s aristokracijom). Reprodukcija se shvaća kao održavanje i nastavak postojećih društvenih odnosa. Izvorno predložen od strane Karla Marxa u Das Kapitalu, ovaj koncept je varijanta Marxovog pojma ekonomske reprodukcije.
Prema sociologu Pierreu Bourdieuu, postoje četiri vrste kapitala koji doprinose društvenoj reprodukciji: ekonomski kapital, kulturni kapital, društveni kapital i simbolički kapital.
Društvena reprodukcija u ovom smislu razlikuje se od pojma, koji se u marksističkom feminizmu, koristi za raspravu o reproduktivnom radu. U toj primjeni koristi se za objašnjenje uloge žena u širim društvenim i klasnim strukturama i njihov (često nepriznat) doprinos kapitalističkoj ekonomiji putem (tradicionalne) uloge unutar kućanstva kao odgojiteljice djece i kao skrbnice obitelji, i šireći ulogu žena kao besplatne radne snage koja je neophodna za proizvodnju i održavanje sadašnjih i budućih radnika.

## Četiri vrste kapitala
Sva četiri oblika kapitala Pierrea Bourdieua imaju veliku ulogu u društvenoj reprodukciji, s obzirom na to da se kapital prenosi s generacije na generaciju i drži ljude u istoj društvenoj klasi kojoj su pripadali njihovi roditelji prije njih. Time se nastavlja reproducirati nejednakost kroz sustav društvene stratifikacije. Četiri vrste kapitala su:
1. Ekonomski kapital: prihod i bogatstvo osobe, koji mogu doći zajedno s nečijim naslijeđem kulturnog kapitala.
2. Kulturni kapital: zajednički pogledi, uvjerenja, znanja i vještine koje se prenose između generacija, što zauzvrat može utjecati na ljudski kapital.
3. Ljudski kapital: obrazovanje i obuka za posao koju osoba dobiva, a koja pridonosi vjerojatnosti da će osoba steći društveni kapital.
4. Društveni kapital: društvena mreža kojoj netko pripada, a koja može uvelike utjecati na njegovu sposobnost pronalaska poslovnih prilika.

## U obrazovanju
Društvena reprodukcija, kada je povezana s kulturnom reprodukcijom, omogućuje sociologiji obrazovanja da preuzme svoju ulogu. Obrazovanje je pokušaj smanjivanja nejednakosti tako što se onima iz siromašnijih razreda daje prilika da napreduju. Međutim,to ne uspijeva iz mnogo razloga; na primjer, obrazovanje je skupo: bolje škole znače bolju opremu, bolje knjige i bolje učitelje, a sve to ostaje iznad platnog razreda granice siromaštva. Tako visoko obrazovanje postaje isključivo za više klase, ostavljajući ljudima nižih klasa mnogo manje posla, kao i mnogo manje mogućnosti.
Obrazovni sustav u mnogim zemljama s visokim dohotkom polarizira pojedince od malih nogu. Stvara elite koje ne brinu za one u klasama ispod sebe i vjeruju da bi trebale zarađivati neuobičajeno više od svih ostalih, cijelo vrijeme definirajući ljude prema njihovim poslovima, zaključujući da oni koji imaju slabo plaćene poslove zbog toga žive u relativnom siromaštvu. Sustav teži održavanju "statusa quo" pa se djeca mogu jako oklevetati. Kako bogati uzimaju sve veći dio bogatstva zemlje, opće stanovništvo ga ima sve manje, što za rezultat daje lošije obrazovanje.

### Obrazovanje u Sjedinjenim Američkim Državama
Statistike pokazuju da većina onih koji su napustili školu živi ispod granice siromaštva. Zbog nedostatka kapitala ne završavaju školovanje jer smatraju da je manje praktično završiti školovanje nego pronaći posao i uzdržavati sebe ili svoju obitelj. Obično ti ljudi koji napuštaju školu pripadaju manjinskim skupinama, kao što su Hispanoamerikanci i Afroamerikanaci. Mnogi odustaju zbog nedostatka sredstava za nastavak školovanja, neki su samohrani roditelji ili im je roditelj preminuo, što im otežava studiranje i rad u isto vrijeme. Takvi se problemi rijetko viđaju u višim razredima, zbog čega je manja vjerojatnost da će ljudi iz viših razreda napustiti školu i odbaciti prilike.

## U zdravlju i bolesti
Sociologija zdravlja i bolesti proučava kako društveni život utječe na morbiditet i mortalitet, i obrnuto. Društvena reprodukcija povezana je s tom tematikom kada se radi o tome kako nejednakosti utječu na zdravlje ljudi u određenim klasama.
Što je veća ekonomska nejednakost, to je veći danak za zdravlje stanovništva, od očekivanog životnog vijeka do smrtnosti dojenčadi, u slučajevima poput SAD-a, povećanje stope pretilosti. Istraživanja provedena na populaciji zemalja s visokim prihodima to pokazuju. Ne radi se samo o siromaštvu, iako ono ide ruku pod ruku, već dovodi i do raskola u društvenoj koheziji, što opću populaciju dovodi do toga da bude pod stresom, u strahu i nesigurnosti.
U većini zemalja s visokim prihodima, najviših 1% živi u prosjeku 10 godina dulje od prosječnih 99%. Statistički to znači da oni rođeni u siromašnijim slojevima prirodno imaju kraći životni vijek. To se može pripisati postotku (1%) najboljih koji imaju pristup boljoj zdravstvenoj skrbi. Donjih 99% možda nije sklono posjećivati liječnike i uzimati lijekove protiv kašlja za ozbiljnije bolesti, a u nepovoljnom su položaju posebno u slučajevima neizlječivih bolesti kao što je AIDS gdje je stalno liječenje skupim, nesubvencioniranim lijekovima jedini način da se održi normalan život.
Oni rođeni u nižoj klasi izloženi su većem riziku od bolesti. U prošlosti su siromašni patili od gladi ,no u zemljama s visokim dohotkom poput SAD-a istina je upravo suprotna. Prehrambeno nesigurne obitelji su najsklonije visokoj stopi pretilosti, posebno kod djece. To se može pripisati općenito višoj cijeni zdrave hrane, nedostatku obrazovanja o zdravim prehrambenim navikama i kraćem vremenu pripreme, zbog čega se brza hrana ili druge nezdrave alternative često konzumiraju To dovodi do dugoročnih epidemioloških problema u kojima djeca koja postanu pretila ostaju pretila i u svom odraslom životu, te pate od povezanih bolesti kao što su bolesti srca, visoki krvni tlak, povećan rizik za nekoliko vrsta raka, dijabetes tipa 2, moždani udar, neplodnost, artritis, poteškoće s disanjem i/ili depresija.

## Klasni sustav u Sjedinjenim Američkim Državama
Društvena reprodukcija je prenošenje društvene nejednakosti kroz generacije. Viša klasa ima mnoge prednosti; posjedovanje novca daje mogućnost da imate još više resursa za napredovanje. Suprotno vrijedi za niže klase, koje s manje novca, imaju manje resursa. Kao što Marx kaže, " klasna borba između kapitala i rada potisnuta je u pozadinu."
“Kapitalizam ne funkcionira. Drugi svijet je moguć" argument je koji iznose brojni prosvjednici širom svijeta koji se svake godine sve češće okupljaju na skupovima. Ti prosvjedi prevladavaju u zemljama s višim prihodima gdje većina od 1% živi poput SAD-a i Ujedinjenog Kraljevstva s rastućom socijalnom kohezijom među prosvjednicima jer velika većina ljudi u bogatim zemljama pati zbog sve većih nejednakosti. Mnogi siromašni počeli su ovisiti o državi, a ne o vlastitim plaćama. U međuvremenu, njihovi će potomci biti odgajani u fiksnom sustavu koji favorizira elite, tako da će biti vezani za istu klasu u kojoj su rođeni.
Društvena reprodukcija se vrti oko shvaćanja da bogati rađaju bogate, a siromašni rađaju siromašne: oni koji su rođeni u određenoj klasi najčešće će živjeti svoj život u toj klasi. Sljedeći statistički podaci odnose se na stanovništvo SAD-a.

### Niža klasa
Niža klasa je klasa pogođena krugom siromaštva, velikim brojem beskućnika i nezaposlenošću. To se vidi jer nisu u mogućnosti plaćati račune. Zbog toga neki od njih žive na ulici, nisu sigurni hoće li si moći priuštiti hranu, te će mnoge obitelji biti gladne barem jednom godišnje. Također, problem je i nedostatak medicinske skrbi jer mnogi ne mogu platiti lijekove ili liječenje potencijalno smrtonosnih bolesti. Cijelo to vrijeme nižu klasu mediji obično etiketiraju kao lijenčine koje zloupotrebljavaju sustav ili kriminalce. Oni koji su rođeni u ovoj klasi imaju nižu klasnu mobilnost zbog ograničenih resursa (novac i pristup boljem obrazovanju). Ova klasa je referentna točka u društvenoj reprodukciji, koja obuhvaća 15% do 20% stanovništva SAD-a. Većina ljudi koji pripadaju nižim klasama su manjine.

### Radnička klasa
Radnička klasa ima minimalno obrazovanje. Obično su fizički radnici s malo ili nimalo kvalifikacija. Također, mogu raditi u uslužnim djelatnostima, ali su nedovoljno plaćeni i nemaju šanse za napredovanje u svom poretku. Potencijalni kvalificirani radnici ponekad mogu raditi bolje plaćene, ali opasne poslove. Oni koji su rođeni u ovom sustavu obično imaju se bave istim zanimanjem kojim se bavila njihova obitelj. Oni čine 30% do 40% stanovništva SAD-a, a većina su manjine.

### Srednja klasa
Srednju klasu čine dvije podijeljene klase. Donja polovica je slična onima iz nižih slojeva, odnosno obično su manje obrazovani s nižim primanjima, ali mogu biti na menadžerskim pozicijama, u obrazovanju, te vlasnici malih poduzeća. Gornju polovicu čine profesionalci i obrazovani poduzetnici. Oni rođeni u ovoj klasi imaju najviše raznolikosti. Mogu odlučiti hoće li se baviti istim zanimanjem kao njihovi roditelji ili ih nadmašiti. Većina nastavlja školovanje i održava karijeru. Oni čine 40% do 50% stanovništva SAD-a. Većina je mješavina (manjine i većinsko stanovništvo).

### Viša klasa
Poznato je da viša klasa posjeduje 25% bogatstva u SAD-u. Ova klasa, kao i srednja klasa, dijeli se na dva dijela. Donja polovica se sastoji od novog novca, ulaganja i uspješnih poduzetnika. Većina tih ljudi izvorno su pripadali srednjoj klasi ili rijetko nižoj. Gornju polovicu čine obitelji koje su bile bogate generacijama. Takve obitelji su referentna točka u društvenoj reprodukciji donesena kroz stoljeća. Oni koji se rode u ovoj klasi dobivaju nasljedstvo od onih koji umru i tako dalje. Njihovi potomci šalju se u najbolje škole, te tako imaju najviše mogućnosti od svih. Oni čine 1% do 3% stanovništva SAD-a. Donja polovica može biti mješavina (većinskog i manjinskog stanovništva), dok se gornja polovica sastoji uglavnom od obitelji bijele rase.